# Leonardo Pulcini
Leonardo Pulcini (Rome, 25 juni 1998) is een Italiaans autocoureur. In 2016 werd hij kampioen in de Euroformula Open.

## Carrière

### Karting
Pulcini begon zijn autosportcarrière in het karting in 2012 en in 2013 werd hij achter zijn landgenoot Alessio Lorandi tweede in het CIK-FIA KF Junior Championship.

### Formule 4
In 2014 maakte Pulcini de overstap naar het formuleracing en nam voor DAV Racing deel aan het eerste Italiaanse Formule 4-kampioenschap. Hij behaalde hier zeven podiumplaatsen, waardoor hij als vierde eindigde in het kampioenschap met 187 punten.

### Euroformula Open
Aan het eind van 2014 maakte Pulcini zijn debuut in de Euroformula Open voor DAV Racing tijdens het laatste raceweekend op het Circuit de Barcelona-Catalunya en scoorde met een zevende en een achtste plaats veertien punten, waardoor hij op de negentiende plaats in het kampioenschap eindigde.
In 2015 reed Pulcini zijn eerste volledige seizoen in de Euroformula Open met DAV Racing en behaalde op de Red Bull Ring zijn eerste overwinning in het kampioenschap. Met één andere podiumfinish op Spa-Francorchamps eindigde hij op de negende plaats in de eindstand met 91 punten. Daarnaast nam hij voor FMS Racing deel aan het eerste raceweekend van de Auto GP op de Hungaroring, waarin hij in de tweede race tweede werd achter Antônio Pizzonia.
In 2016 maakte Pulcini binnen de Euroformula Open de overstap naar het team Campos Racing. Hij kende een zeer succesvol seizoen, waarin hij zeven races won en in zes andere races op het podium eindigde, waardoor hij het kampioenschap won met 303 punten. Daarnaast werd hij ook kampioen in de tweede klasse van het kampioenschap, de Spaanse Formule 3, met twee overwinningen en 105 punten.

### GP3
In 2017 stapte Pulcini over naar de GP3 Series, waarin hij uitkwam voor het team Arden International. Hij begon het seizoen met een tweede plaats op het Circuit de Barcelona-Catalunya, maar behaalde in de rest van het seizoen nog maar twee punten en eindigde zo als veertiende in het klassement met 20 punten.
In 2018 bleef Pulcini actief in de GP3, maar keerde hij terug naar zijn oude team Campos Racing. Tijdens het voorlaatste raceweekend op het Circuito Permanente de Jerez behaalde hij zijn eerste overwinning in het kampioenschap na eerder in het seizoen al drie podiumplaatsen te hebben behaald. Tijdens het laatste raceweekend op het Yas Marina Circuit won hij zijn tweede race. Met 156 punten eindigde hij achter Anthoine Hubert, Nikita Mazepin en Callum Ilott als vierde in het kampioenschap.

### FIA Formule 3
In 2019 werd de GP3 vervangen door het nieuwe FIA Formule 3-kampioenschap, waar Pulcini aan deelneemt voor het team Hitech Grand Prix.